# Unterkesselberg
Unterkesselberg ist ein Gemeindeteil des Marktes Titting im oberbayerischen Landkreis Eichstätt.
Das Dorf Unterkesselberg liegt auf einer Hochfläche östlich des namengebenden Kesselbergs (559 m). Es ist baulich verbunden mit Oberkesselberg und liegt auf der Gemarkung Kesselberg.

## Geschichte
Unterkesselberg war ein Gemeindeteil der Gemeinde Kesselberg, die im Zuge der Gebietsreform am 1. Juli 1971 in den Markt Titting eingemeindet wurde. Zuletzt bei der Volkszählung 1970 wurden die Daten getrennt für Unter- und Oberkesselberg erhoben. Damals gab es in Unterkesselberg 77 und in Oberkesselberg 63 Einwohner. Bei der Volkszählung 1987 wurden für Ober- und Unterkesselberg zusammen 140 Einwohner ermittelt.